# Jean-Charles Bougrain de Bure
Jean-Charles Bougrain de Bure (Le Pas, 24 octobre 1785 - Angers, 4 mai 1853) est un magistrat français. Il est conseiller à la Cour d'appel, et Chevalier de la Légion d'honneur.

## Biographie
Membre de la famille Bougrain-Dubourg, famille établie à Couesmes au XVe siècle, il est le fils de Jean Michel Bougrain, sieur de Bure, notaire royal, et de Renée Marie Charlotte Guédon.
Il étudie le droit, obtient sa licence de droit en 1810. Il devient avocat en 1811. Nommé substitut à Mamers en 1812, il est révoqué en 1816 pour motifs politiques. Il redevient avocat consultant jusqu'à sa réintégration à Alençon en 1828. Il est nommé conseiller à la cour royale d'Angers en juillet 1831, puis est président de cette cour en 1844. Il meurt d'une attaque d’apoplexie à son domicile. Il laisse sa fortune aux familles Griffatton et Gougis.